# アミューズメントリポート
『アミューズメントリポート』は、ジャパンエフエムネットワーク（JFNC）制作のラジオ番組。

## 概要
EVENING JAPANと同日スタート、パーソナリティの石井かずみは前番組・FMヤングスタジオのDJも担当していた。

## 放送時間
- 月曜日～木曜日 18:00～18:55

## ネット局
- エフエム秋田[1]。